# Gap of Dunloe
Gap of Dunloe ou Bearna an Choimín est un col entre les Macgillycuddy's Reeks et les Purple Mountains à l'ouest de Killarney, comté de Kerry, Irlande. Il commence à Kate Kearney's Cottage et se termine avec une descente dans la Black Valley, à une distance d'environ 11 km.
Il y a 5 petits lacs depuis le Kate Kearney's Cottage : Coosaun Lough, Black Lake, Cushnavally Lake, Auger Lake, et Black Lough. Ces lacs sont reliés par la rivière Loe (qui a donné son nom au col). Entre le premier et le deuxième lac, on passe sur un vieux pont de pierre appelé Wishing Bridge en raison des vœux qui se réaliseraient s'ils y sont prononcés.

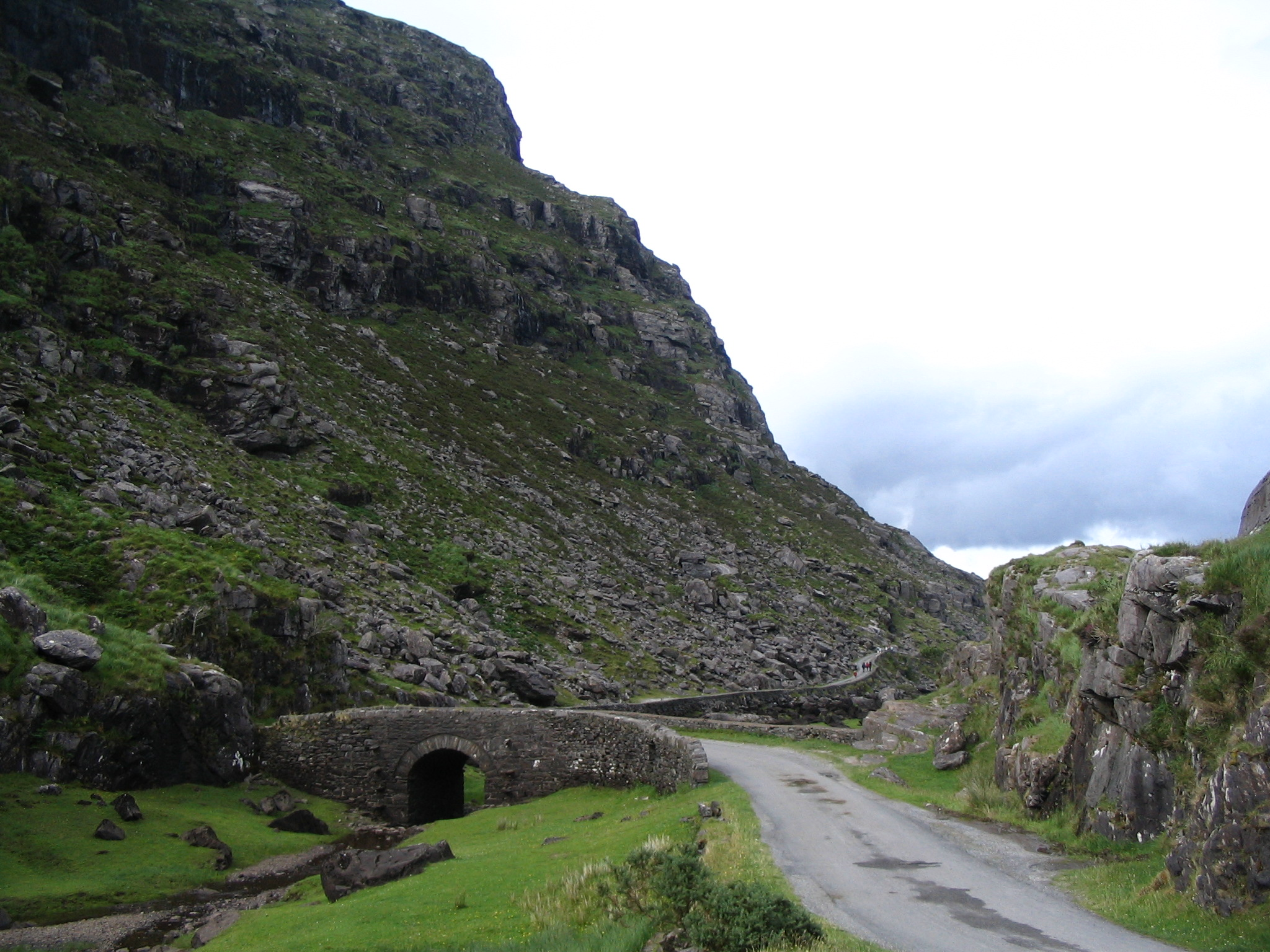
Wishing Bridge
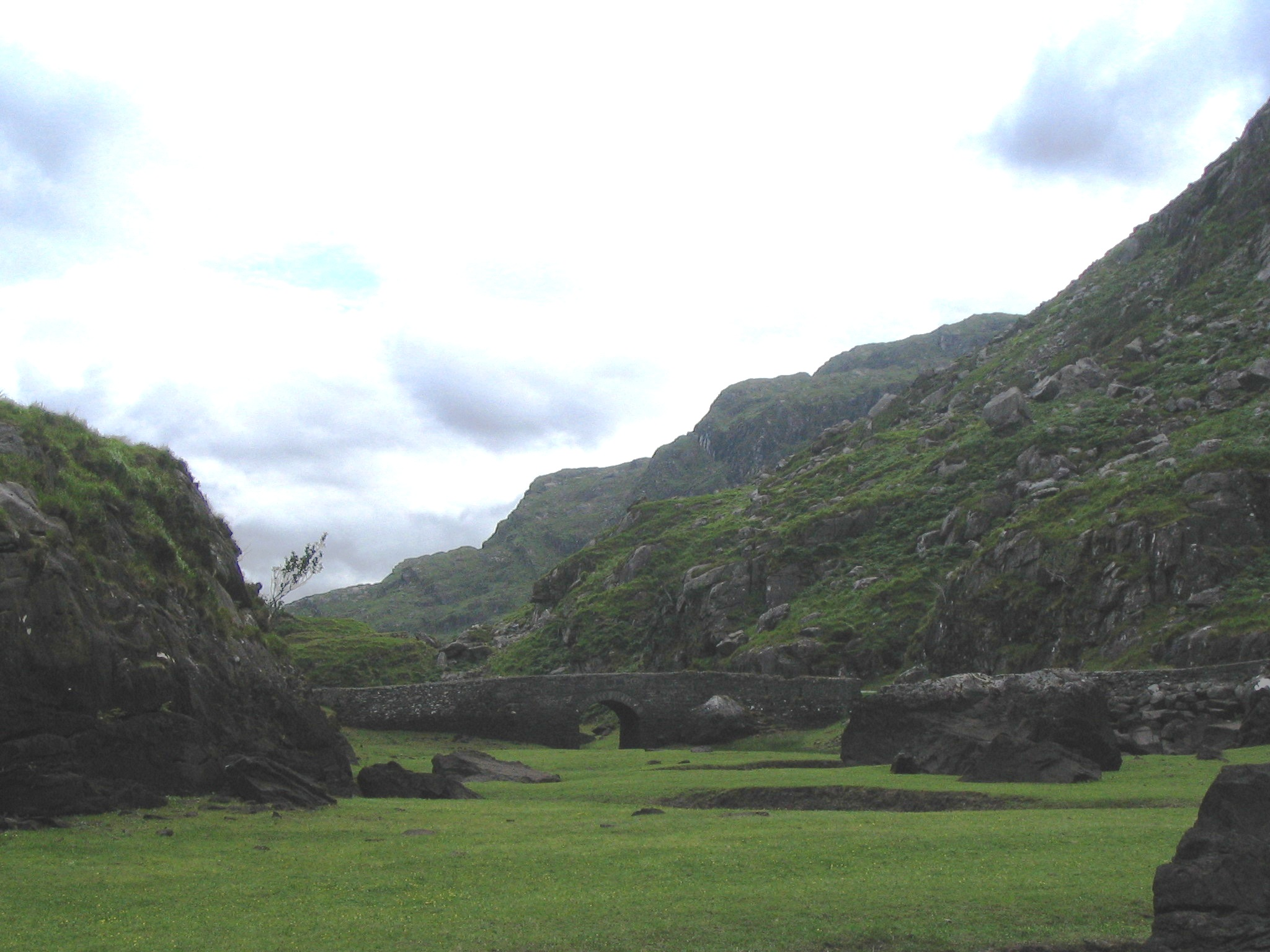
Wishing Bridge
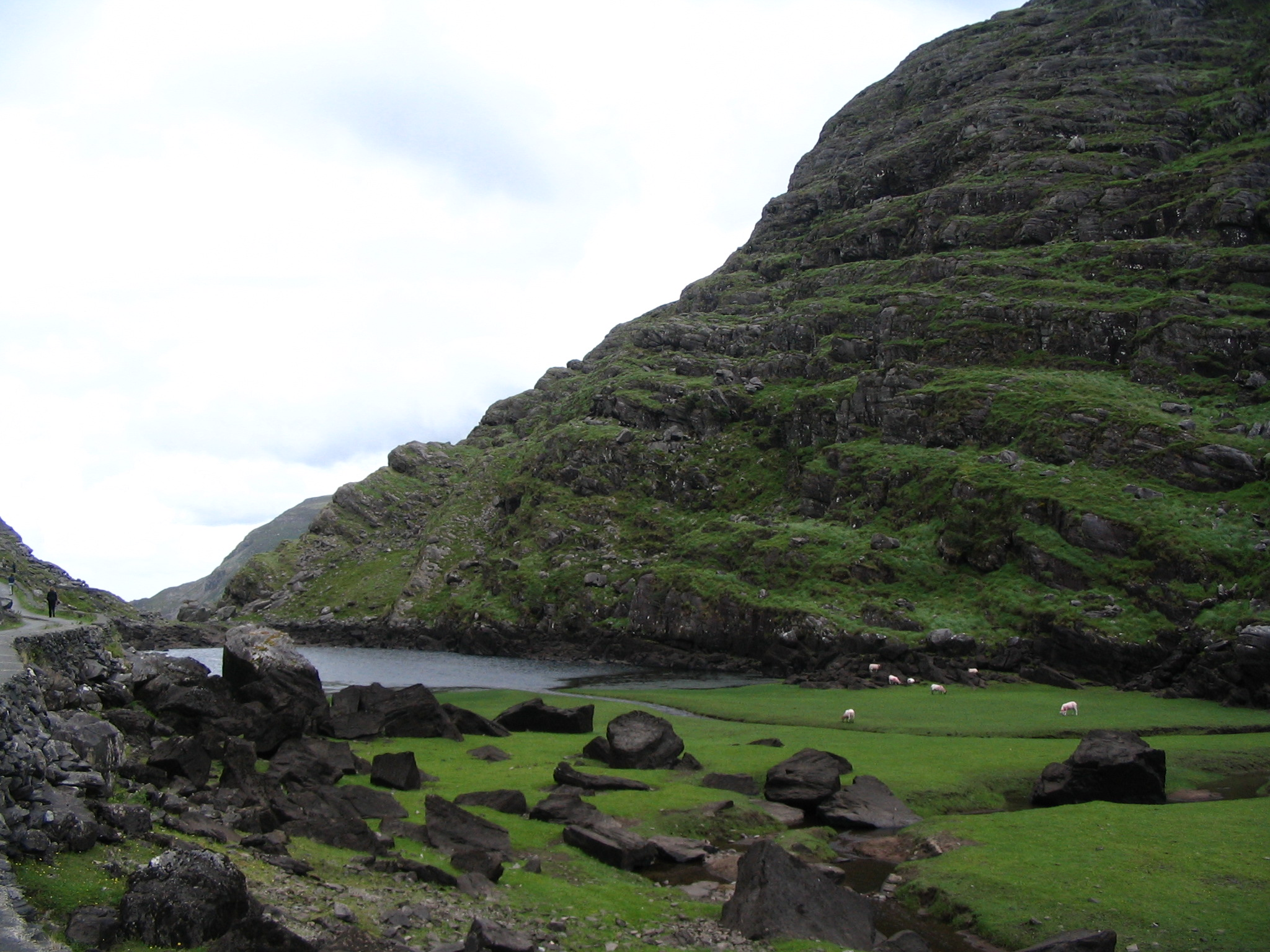
Black Lough
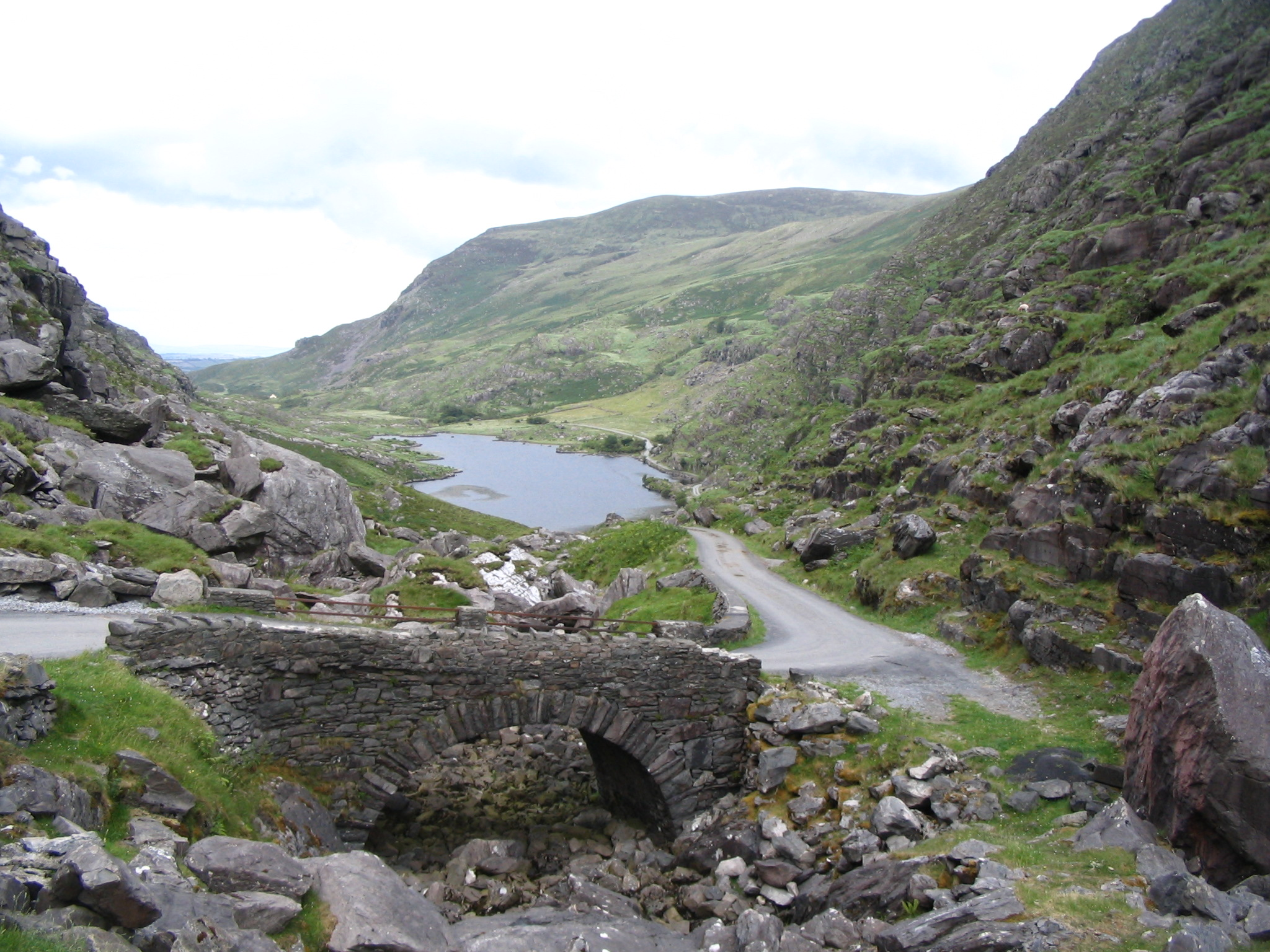
Auger Lake
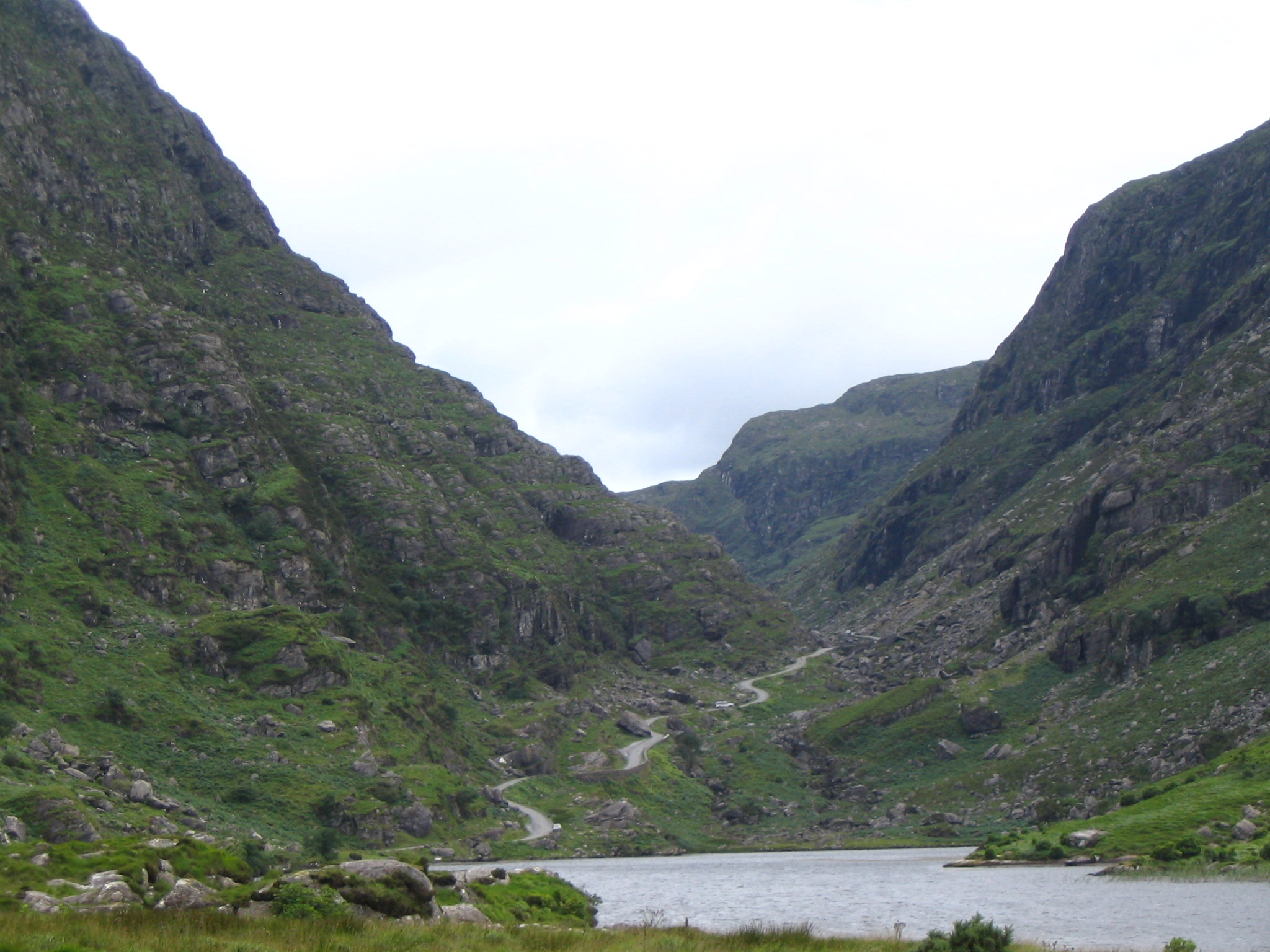
Auger Lake

## Dans la culture
- En 1914, dans les paysages du Gap of Dunloe, le réalisateur américain d'origine irlandaise Sidney Olcott tourne le film The Gap of Dunloe, sorti en janvier 1915, avec Valentine Grant et Pat O'Malley en vedette.